# Vrbové
Vrbové (německy Verbau, maďarsky Verbó) je město na západním Slovensku, v Trnavském kraji. Žije zde přibližně 5 600 obyvatel.

## Poloha
Město leží v Podunajské pahorkatině nedaleko Malých Karpat, 9 km severozápadně od Piešťan a asi 30 km od Trnavy.

## Historie
V Zoborských listinách z r. 1113 se zmiňuje vesnice Počkovec, která bývá lokalizována do území dnešního Vrbového. První písemná zmínka o městě pochází z roku 1332. První zmínka dnešního názvu pochází z roku 1347, kdy sídlo bylo uvedeno jako Worbow. V té době bylo částí oblasti Čachtického hradu.
Vrbové získalo práva města v roce 1437. V roce 1599 bylo zpustošeno tureckými vojáky. V roce 1696 rozšířil Leopold I. Vrbovému jarmarkové privilegium. Kromě pěstování obilí sehrávalo velkou roli až do 19. století vinohradnictví.
Vrbové bylo známé trhem s obilím, podporované zejména Židy, kteří tvořili velkou část obyvatel města. Ve 20. století bylo Vrbové domovem textilního (Trikota), obchodního a dřevařského průmyslu. V roce. 1906 bylo Vrbové spojeno s Piešťany železnicí.
Během druhé světové války se celé Vrbové stalo ghettem pro židovské obyvatelstvo z okresu Piešťany. Většina židovských obyvatel Vrbového byla deportována do tábora smrti Auschwitz, kde zahynuli v plynových komorách. Po obsazení Slovenska nacistickými vojsky v roce 1944 bylo Vrbové osvobozeno sovětskou armádou jako jedna z posledních obcí v regionu, a to dne 6. dubna 1945.
Významný je rok 1967, kdy stát uznal Vrbové za město.

## Pamětihodnosti
- Římskokatolický kostel svatého Martina, z roku 1397. Věž byla postavena v 19. století. Na začátku 20. století se zjistilo, že věž je nakloněná. Byly podniknuty kroky na její záchranu, přičemž pod věž byly dány betonové injektáže. Náklon věže se podařilo stabilizovat, ale zpět narovnat se ji už nepodařilo. Náklon věže je cca 98 – 99 cm od svislé osy směrem na jihozápad.[4]
- Kostel sv. Gorazda , z roku 1997.[4]
- Kaple sv. Rocha,  z roku 1831.
- Evangelický kostel, z roku 1929, věž kostela pochází z roku 1896.[4]
- Budova synagogy. Byla postavena v letech 1882 – 1883 v maurském slohu, jako synagoga byla využívána do roku 1942.[4]
- Kúria Mórice Beňovského.[4]

## Osobnosti
- Jozef Adamec (1942–2018), československý fotbalový reprezentant
- Móric Beňovský (1746–1786), voják, cestovatel, dobrodruh, obchodník s otroky
- Ján Baltazár Magin (1681–1735), básník a historik
- Pavol Jantausch (1870–1947), římskokatolický biskup
- Karol Kočí (1879–1956), entomolog a lesník
- Anton Rákay (1925–2013), spisovatel a lékař
- Elo Šándor (1896–1952), spisovatel
- Jozef Emanuel (1803–1890), básník a publicista
- David Zvi Hoffmann (1843–1921), ortodoxní rabín
- Yosef Hayim Sonnenfeld (asi 1848–1932), ortodoxní rabín

## Partnerská města
- Vítkov, Česko